# Rádiólokátor

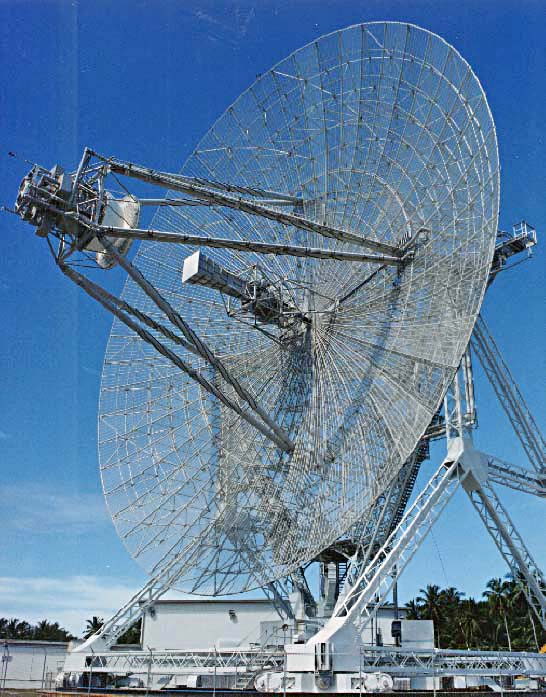
Nagy hatótávolságú rádiólokátor antennája

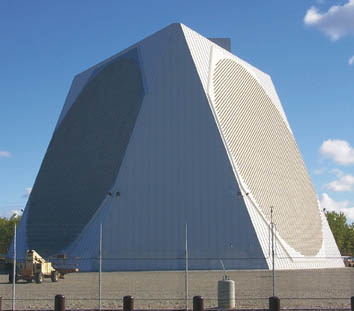
Pave Paws típusú korai rakétariasztó lokátor

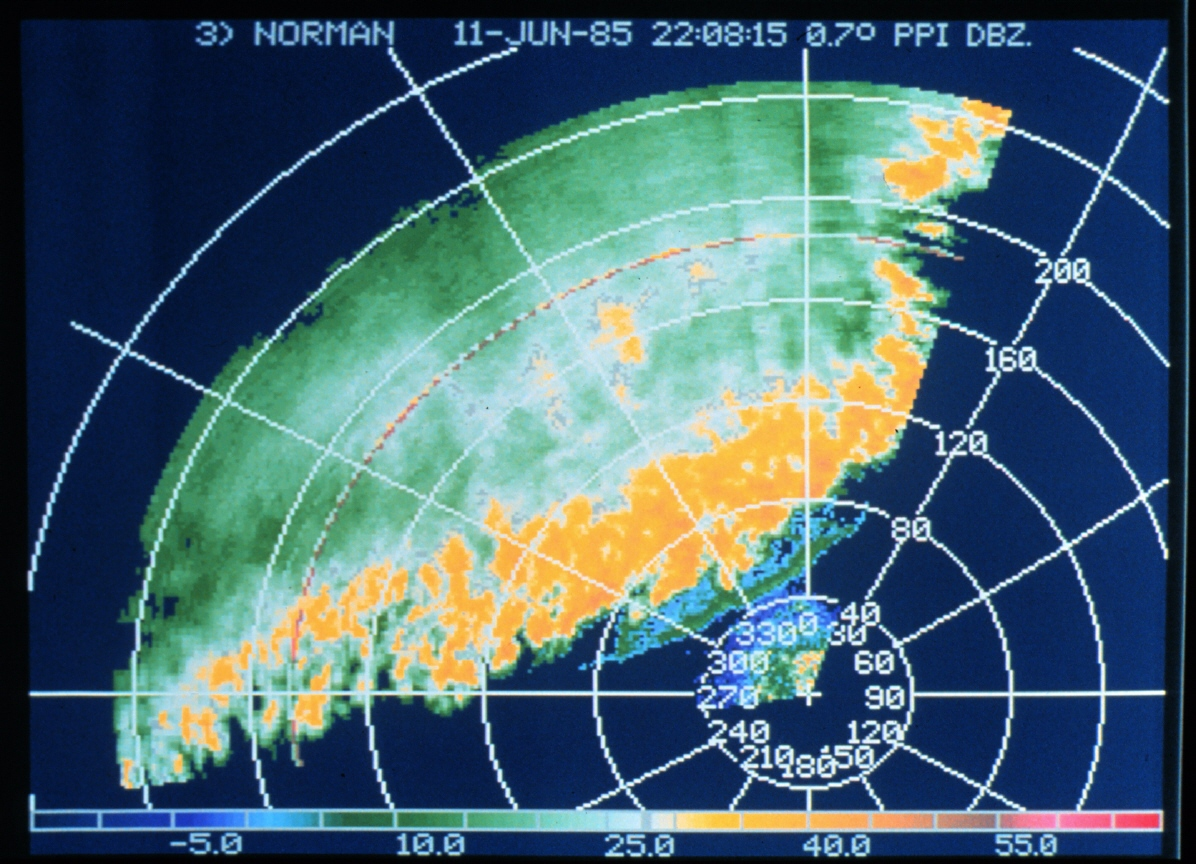
Hidegfront meteorológiai radar indikátorán

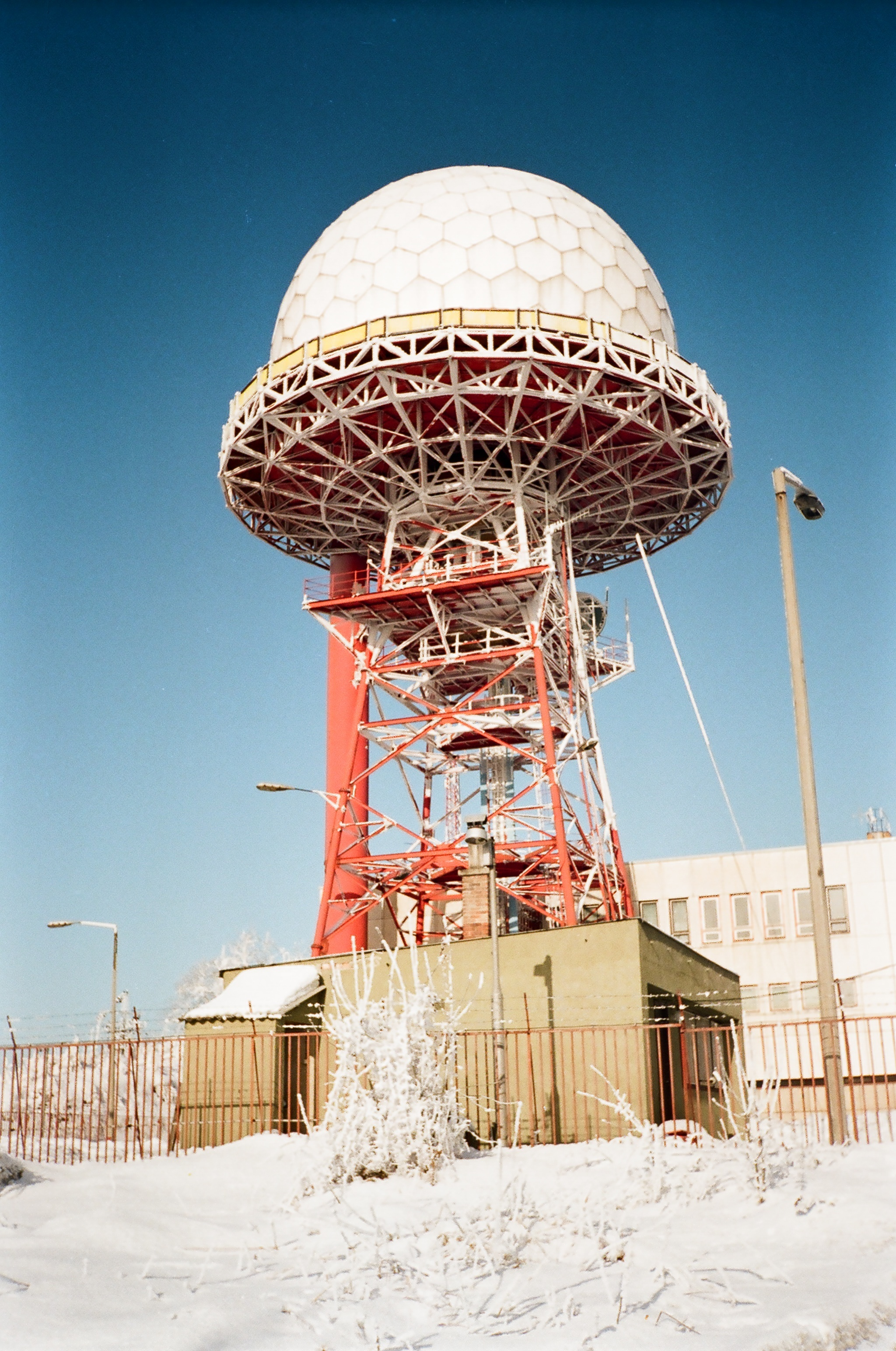
A Kőris-hegyi Radarállomás 1993 decemberében. A forgó lokátor a gömbszerű burkolaton belül van, amely a rádióhullámokat átengedi.

A rádiólokátor, rövidebben radar (radio detection and ranging, magyarul rádióérzékelés és távmérés) olyan berendezés, mely az általa kisugárzott rádióhullámok (3 MHz – 110 GHz frekvencia, 100 m – 2,7 mm hullámhossz) visszaverődésének érzékelése alapján különféle tárgyak helyét tudja megállapítani. Elterjedten alkalmazzák a repülésben, a hajózásban, a haditechnikában, a meteorológiában, valamint számos más területen. Az adó és a vevő jellemzően, de nem mindig, egy berendezésbe van építve.
Az első rádiólokátorokat az 1930-as években kezdték rendszerbe állítani, a második világháborúban már elterjedten alkalmazták, elsősorban a légvédelmi feladatokra, főleg Angliában és Németországban. Magyarországon a háború alatt Bay Zoltán az Egyesült Izzóban fejlesztett rádiólokátort, ennek segítségével 1944-ben már képes volt hatékonyan észlelni az ellenséges repülőgépeket, 1946-ban, alig egy hónappal egy amerikai kutatócsoport után (de sokkal nehezebb körülmények között dolgozva), a világon másodikként sikerült a Holdról visszaverődést érzékelnie.

## A radarok funkció szerinti csoportosítása
- Felderítőradar
- Meteorológiai radar
- Térképező radar
- Távolságmérő radar
- Magasságmérő radar
- Sebességmérő radar

A „tolatóradar” helytelen kifejezés, ugyanis ez az eszköz nem rádióhullámmal, hanem ultrahanggal működik.

## Hullámsávok
Az elektromágneses hullámok spektruma 10 24  Hz-ig terjed. Ez a nagyon nagy tartomány a különböző fizikai tulajdonságok miatt különböző altartományokra oszlik. A frekvenciák különböző tartományokra való felosztását korábban történelmileg kialakult és mára elavult kritériumok szerint mérték, így a frekvenciasávok új osztályozása jött létre. Ezt az új osztályozást nemzetközileg még nem sikerült teljesen kialakítani. A hagyományos frekvenciasáv-megjelölést még mindig gyakran használják a szakirodalomban. A NATO-ban az új felosztást használják. 
Ezért jelenleg két érvényes frekvenciasáv-kijelölési rendszer létezik. Az IEEE azt a kijelölési rendszert részesíti előnyben, amely történelmileg keletkezett, és amelynek szándékosan rendszertelen elosztása a sávmegjelöléshez részben a 2. világháború idejéből származik. Kiválasztása eredetileg a használt frekvenciák titokban tartására irányult.
| Band designation | Frequency range   | Az elnevezés magarázata                                                                    | Jellemző alkalmazások |
| ---------------- | ----------------- | ------------------------------------------------------------------------------------------ | --- |
| HF               | 0,003 to 0,03 GHz | High Frequency - magas frekvenzia                                                          | Nagy hatótávolságú, látóhatáron túli radarok. Viszonylag pontatlan irányszög mérést tesz csak lehetővé. A világ első légvédelmi radar rendszere a brit Chain Home is ebben a frekvencia tartományban működött. |
| VHF              | 0.03 to 0,3 GHz   | Very High Frequency - nagyon magas frekvencia                                              | Nagy hatótávolságú, látóhatáron túli radarok. Viszonylag pontatlan irányszög mérést tesz csak lehetővé. A világ első légvédelmi radar rendszere a brit Chain Home is ebben a frekvencia tartományban működött. |
| UHF              | 0,3 - 1 GHz       | Ultra-High Frequency - ultra-magas frekvencia                                              | Nagy hatótávolságú, korai előrejelző katonai radarok alkalmazzák, emellett régészetben használatos földradarok is alkalmazzák ezt a frekvencia tartományt. |
| L                | 1 - 2 GHz         | Long wave - hosszú hullámú                                                                 | Nagy hatótávolságú, légtérfigyelő katonai radarok alkalmazzák jellemzően 400 km-ig, de föld görbülete miatt a gyakorlati hatótávolság a lényegesen kisebb ezeknek a radaroknak. |
| S                | 2 - 4 GHz         | Short wave - rövid hullámú                                                                 | Légtérmegfigyelő és időjárás radarok alkalmazzák jellemzően, nagy impulzusteljesítményt igényelnek a nagy hatótávolság eléréséhez |
| C                | 4 - 8 GHz         | Compromise between S and X - kompromisszum a S és X sáv között                             | Ezt a frekvenciasávhoz rövid és közepes hatótávolságú mobil katonai harctéri radarokat használják. Az antennáik elég kicsik ahhoz, hogy könnyen mozgathatóak legyenek és nagy pontosságot biztosítanak a fegyverek vezérléséhez. Az időjárási jelenségek befolyása nagyon nagy, ezért a katonai radarkészleteket általában körpolarizációs antennákkal látják el . Ebben a frekvenciatartományban a legtöbb időjárási radar mérsékelt éghajlati körülmények között használható. |
| X                | 8 - 12 GHz        | A második világháborúban tűzvezetésre használták, ezért az X jelzés a "célkeresztre" utal. | 8 és 12 GHz között a hullámhossz és az antennaméret aránya kedvezőbb. Viszonylag kis antennákkal kellő szögpontosság érhető el, ami kedvez a katonai felhasználásnak légvédelmi radarként. Másrészt az X-sávú tűzvezető radarrendszerek antennái, amelyek a hullámhosszhoz képest nagyon nagyok, még mindig elég "kezelhető" méretűek ahhoz, hogy bevethetőnek tekintsék őket. Ezt a frekvenciasávot főleg polgári és katonai alkalmazásokban használják, légtérellenőrzési és légvédelmi valamint tengeri navigációs radarrendszerekhez. A kicsi, olcsó és gyorsan forgó antennák elegendő hatótávolságot kínálnak nagyon jó pontossággal. Az antennák egyszerű slot radiátorként vagy patch antennaként is felszerelhetők. Ez a frekvenciasáv népszerű a szintetikus apertúra radaron (SAR) alapuló űrben vagy légi képalkotó radarok esetében is, katonai elektronikus hírszerzés és polgári földrajzi térképezés céljából. Az Inverse Synthetic Aperture Radar (ISAR) speciális alkalmazása az óceánok megfigyelése a környezetszennyezés megelőzése érdekében is használható |
| Ku               | 12 - 18 GHz       | Kurz-under - "rövid alatti"                                                                | Többnyire légvédelmi feladatkörű radarok alkalmazzák, jellemzően célkövetésre és tűzvezetésre |
| K                | 18 - 27 GHz       | Kurz - németül rövidet jelent                                                              | Viszonylag kis hatótávolságú, de nagy felbontású radarképet biztosít. Jellemző alkalmazás: repterek légterének megfigyelése, a földön mozgó tárgyak értékelése |
| Ka               | 27 - 40 GHz       | Kurz-above - "rövid feletti"                                                               | Viszonylag kis hatótávolságú, de nagy felbontású radarképet biztosít. Jellemző alkalmazás: repterek légterének megfigyelése, a földön mozgó tárgyak értékelése |
| V                | 40 - 75 GHz       |                                                                                            | Csupán néhány tízméteres hatótávolság érhető el ilyen hullámsávú radarokkal, így gyakorlati alkalmazhatósága nagyon korlátozott |
| W                | 75 - 110 GHz      |                                                                                            | Kis hatótávolságú civil radarok, például autók tolató radarjai, vészfékező rendszerei alkalmazzák |
| mm vagy G        | 110 - 300 GHz     | Millimeteres hullámsáv                                                                     | |

A NATO -n belül egy újabb frekvenciasáv-besorolást alkalmaznak . Sávhatárai a különböző frekvenciatartományokban a technológiákhoz és mérési lehetőségekhez igazodnak. Szinte logaritmikus eloszlásúak, és a rendszer nyitott a magas frekvenciákra. Ebben a rendszerben a jövőben könnyen meghatározhatók további frekvenciasávok a terahertz tartományig. Ez a jelölési rendszer is katonai eredetű, és az elektronikus hadviselés sávfelosztása is egyben, amelyben végre lényeges helyet foglalnak el a radarberendezések.

## Radaregyenlet
A vevőantennára visszaérkező teljesítményt (Pr) a radaregyenlet adja meg:
{\displaystyle P_{r}={{P_{t}G_{t}A_{r}\sigma F^{4}} \over {{(4\pi )}^{2}R_{t}^{2}R_{r}^{2}}}}
ahol
- Pt = kisugárzott teljesítmény
- Gt = az adóantenna nyeresége (gain)[6]
- Ar = a vevőantenna effektív apertúrája (felülete)
- σ = a cél radarkeresztmetszete (szórási együtthatója)
- F = terjedési tényező
- Rt = az adó és a cél távolsága
- Rr = a vevő és a cél távolsága

Abban az esetben ha az adó és a vevő (közös) ugyanott található, Rt = Rr és a Rt² Rr² kifejezés helyettesíthető R4-nel, ahol R a távolság.
Így az eredmény:
{\displaystyle P_{r}={{P_{t}G_{t}A_{r}\sigma F^{4}} \over {{(4\pi )}^{2}R^{4}}}.}
Ez azt mutatja, hogy a visszaérkező jel a távolság negyedik hatványával csökken, ami azt jelenti, hogy a visszavert teljesítmény távoli tárgyak (célok) esetében nagyon-nagyon kis értékű lesz.
A fenti egyenlet F = 1 egyszerűsítése vákuumra vonatkozik, ahol nincs interferencia. A terjedési tényező szolgál magyarázatul a többutas terjedésre, az árnyékolásra és függ a környezet minden egyes részletétől. A valóságban a Path veszteségeket (pathloss) hatásokat is figyelembe kell venni.

## A radar és a szonár közötti különbség
Míg a radar rádióhullámok (3 MHz – 110 GHz frekvencia, 100 m – 2,7 mm hullámhossz) visszaverődésének érzékelése alapján működik, addig a szonár hanghullámokat alkalmaz.

## Az első lokátorok Magyarországon
A magyar hadvezetés 1942-ben felállította a Bay-csoportot, amely német technikával és saját fejlesztésű eszközökkel vette ki a részét az ország légvédelméből. Német részről a Freya és a Würzburg-Riese lokátorokat használták, Magyarország a Tungsram által gyártott adócsöveket szállította. Az Amerikai Egyesült Államokban ekkor fejlesztették a reflex-klisztront és a magnetront, amelyek a centiméteres hullámok tartományában is képesek voltak működni. A magyar adócsövek triódák voltak, és az egy méternél rövidebb hullámhosszak tartományában voltak üzemképesek. A Hold-radar kísérlet idején például az 55 cm-es hullámhosszon működő eszköz volt sikeres (kb. 540 MHz).
Az elsőként kifejlesztett EC 103 15-20 W teljesítményre volt képes (impulzus üzemben 1-2 kW-ra). 1943-ban már a Dunán haladó uszályokat képesek voltak észlelni vele. Az EC 108 impulzus üzemben 10 kW teljesítményre volt képes. Ekkor a magyar rádiólokátor már az Alpok hegyeit is észlelte. Első felállítási helye – a János-hegy – nem volt alkalmas, ekkor Sári mellé települtek át. Második lokátoruk Jászkiséren vadászrepülő-felderítőként üzemelt. A magyar rádiólokátor hatóköre nagyobb volt 60 kilométernél. A Bay-csoport legfontosabb munkatársai ekkor Papp György, Simonyi Károly, Winter Ernő, Budincsevits Andor, Dallos György voltak. Ebben a körben ismertette a Hold-radarvisszahang ötletét Bay még 1944 márciusában. A nyilas hatalomátvétel után a termelést leállították; a gépeket és a munkatársakat nyugatra szállították. 1944 telén a dunai jeges ár is elpusztította a maradék berendezéseket. Szerencsére a radarkísérleti munkákhoz szükséges eszközök a gyár kutatólaboratóriumában voltak.
Az első elektroncsövek Rimlock foglalattal, rács- és anódsapkával készültek (a rácsfeszültség is elérte a 2000 V-ot). Ekkor alkalmaztak első ízben tórium-oxidos katódot (oxikatód). A Hold radar kísérlethez használt OQQ 500/3000 elektroncső kosaras foglalattal készült.
A fejlesztések a Váci úti kísérleti laboratóriumban folytak, nem minden nehézség nélkül. 1944. július 3-án a gyárudvaron felsorakoztatták a még ott dolgozó 400 zsidó származású dolgozót, akiket a Józsefvárosi pályaudvarra hurcoltak. Bay és Jankovich a német adócső-programra hivatkozva annyit tudott elérni, hogy 13 mérnököt visszatarthattak. Közülük is kettő lemaradt a névjegyzékből (Viola Gyula és Kentzler Ödön). Ők tovább dolgozhattak az adócső programon; azonban a névsorolvasásnál mások nevét használva azonosították magukat. Erről az életmentő trükkről Bay Zoltánon kívül gyakorlatilag senki sem tudott.
A gyárnak azt a részét, amely a háború után még megmaradt, másodszor is sikerült megmenteni. Bay közbenjárására szovjet adócsöveket kezdtek gyártani; sajnos, nem sokáig. A Hold-radar-kísérlet idejére ezeket a gépeket is elszállították, és ekkor valóban csak a kísérleti üzem maradt meg.
A háború után Bay kijutott Amerikába, és ott ismerte meg a John H. De Witt ezredes által alkalmazott magnetront, amellyel ott is sikeres Hold-visszhang kísérletet végeztek, de a centiméteres hullámhosszak tartományában. DeWitt további előnyben volt Bayjal szemben; az amerikaiaknak ugyanis volt kristályoszcillátoruk.

### A lokátor fejlesztésének munkatársai
Maga Bay Zoltán a Műszaki Egyetemről került át az Egyesült Izzóhoz. Munkatársai a Műegyetem és az ELTE oktatói, fizikusok és mérnökök voltak:
| Adókészülék a mikrohullámú rezgőkörökkel | Szepesi Zoltán                        |
| Impulzusgenerátor                        | Papp György, Sólyi Antal, Magó Kálmán |
| Adócső és a keverő diódák                | Winter Ernő, Budencsevits Andor       |
| Vevőkészülék                             | Dallos György                         |
| Katódsugárcső áramkörei                  | Papp György, Magó Kálmán              |
| Parabolikus reflektor és az iránymérés   | Simonyi Károly                        |